# 280.ª Divisão de Infantaria (Alemanha)
A 280ª Divisão de Infantaria (em alemão:280. Infanterie-Division) foi uma unidade militar que serviu no Exército alemão durante a Segunda Guerra Mundial.

## Comandantes
| Comandante                      | Data                                         |
| ------------------------------- | -------------------------------------------- |
| Generalleutnant Karl von Beeren | 27 de abril de 1942 - 10 de novembro de 1944 |
| Generalleutnant Johann de Boer  | 10 de novembro de 1944 - 8 de maio de 1945   |

## Oficiais de operações
| Oberst Erwin Probst             | junho de 1942-dezembro de 1942   |
| Major Dr. Kurt Anders           | janeiro de 1943-dezembro de 1944 |
| Oberstleutnant Hellmuth Kreidel | 10 de dezembro de 1944-1945      |

## Área de operações
| Alemanha  | maio de 1940 — de julho de 1940 |
| Noruega]] | abril de 1942 - maio de 1945    |